# Theudebald (Alamanne)
Theudebald auch Theutbald (* ?; † 746?) war ein alamannischer Herzog von 709 bis 746. Er war Sohn des Gotfrid und Bruder des Lantfrid.
Nach Herzog Gotfrids Tod 709 übernahm Theudebald zusammen mit seinem Bruder Lantfrid das Amt des alamannischen Herzogs. Beide Brüder standen in ihrem Amt den fränkischen Hausmeiern in erbitterter Feindschaft gegenüber.
Klosterbischof Pirmin gründete 724 unter dem Schutz des Hausmeiers Karl Martell das Kloster Reichenau inmitten des alamannischen Herzogtums, was von Lantfrid und Theudebald als Provokation aufgefasst wurde. Theudebald vertrieb 727 den Abt Pirmin ob odium Karoli (aus Hass gegen Karl) und 732 den Nachfolger Abt Heddo aus dem Kloster Reichenau.
730 führte Karl Martell einen Feldzug gegen die Herzöge Theudebald und Lantfrid. Lantfrid starb noch im selben Jahr und Theudebald übernahm daraufhin das alleinige Herzogenamt.
742 erhob sich Theudebald zusammen mit den Vaskonen, Bajuwaren und Sachsen im Elsass gegen die Hausmeier Karlmann und Pippin III. 743 erlitten Theudebald und der Bajuwarenherzog Odilo eine Niederlage am Lech gegen beide Hausmeier. Karlmann schlug im Jahre 746 einen Aufstand in Alemannien nieder und setzte sich dort nach dem Blutgericht zu Cannstatt als Herrscher durch.